# Pseudohexabothrium rajae
Pseudohexabothrium rajae är en plattmaskart. Pseudohexabothrium rajae ingår i släktet Pseudohexabothrium och familjen Hexabothriidae. Inga underarter finns listade i Catalogue of Life.